# 831 هـ
831 هـ هي سنة في التقويم الهجري امتدت مقابلةً في التقويم الميلادي بين سنتي 1427 و1428.

## مواليد
- ابن أبي العز
- شمس الدين السخاوي

## وفيات
- محمد بن عبد الدائم البرماوي